# Vestnertor
Brama Twierdzy – gotycka brama, znajdująca się w Norymberdze, znajdująca się w ciągu średniowiecznych murów miejskich. Brama znajduje się przy zamku cesarskim.

## Źródła
- Helge Weingärtner: Vestnertor. In: Michael Diefenbacher, Rudolf Endres (Hrsg.): Stadtlexikon Nürnberg. 2., verbesserte Auflage. W. Tümmels Verlag, Nürnberg 2000, ISBN 3-921590-69-8, S. 1139